# San Matteo in Merulana
San Matteo in Merulana var en kyrkobyggnad och titelkyrka i Rom, helgad åt den helige Matteus. Kyrkan var belägen vid Via Merulana i Rione Monti. 

## Kyrkans historia
Påve Cletus (cirka 79–91) lät i sin bostad i Regio Merulana (dagens Rione Esquilino) inrätta en gudstjänstlokal, helgad åt aposteln och evangelisten Matteus. Denna domus ecclesia inrättades som titelkyrka av påve Alexander I omkring år 112. Med tiden förföll dock kyrkan och påve Gregorius I avskaffade dess titelvärdighet omkring år 600. Under påve Paschalis I:s pontifikat (1099–1118) byggdes kyrkan om från grunden (a fundamentis). Tack vare en generös donation kunde kyrkan och det intilliggande sjukhuset restaureras år 1212.
Kyrkan omnämns i Il catalogo di Torino (cirka 1320) som Hospitale sancti Matthei de Merulana och i Il catalogo del Signorili (cirka 1425) som sci. Mathei in Merulana.
År 1517 återinstiftade påve Leo X San Matteo som titelkyrka. Under Gregorius XIII (1572–1585) företogs i området genomgripande omstruktureringar av gatunätet och Via Gregoriana, som senare fick namnet Via Merulana, anlades. På Giovanni Battista Nollis karta över Rom från år 1748 återges kyrkans enskeppiga interiör med absid och två sidokapell. Golvet var ett cosmatarbete. I taket fanns fresker med påve Clemens VIII:s och kardinal Egidius av Viterbos vapen.
Kardinal Decio Azzolino lät under Sixtus V (1585–1590) restaurera kyrkan. Under Innocentius X (1644–1655) hade kyrkan förfallit och en armrelik från den helige Matteus överfördes till Santa Maria Maggiore.
I samband med den franska ockupationen av Rom 1810 revs San Matteo för en breddning av Via Merulana. Några marmorfragment och delar av golvbeläggningen bevaras i San Giovanni in Laterano. Efter den franska ockupationen lät en viss Augusto Senatra uppförda ett litet kapell på platsen för den rivna kyrkan; detta kapell revs dock i slutet av 1800-talet.
I slutet av 1400-talet hade ikonen Nostra Madre del Perpetuo Soccorso (”Vår Fru av den Ständiga Hjälpen”) förts till San Matteo. Ikonen hade utförts på 1300-talet av den kretensiska skolan. I samband med rivningen av San Matteo överfördes ikonen till kyrkan Sant'Eusebio all'Esquilino och därefter till Santa Maria in Posterula för att 1866 hysas i den nyuppförda Sant'Alfonso all'Esquilino.

## Titelkyrka
San Matteo stiftades som titelkyrka av påve Alexander I omkring år 112.

### Kardinalpräster
- Andrea: omnämnd 499
- Titelvärdigheten avskaffad: 600
- Titelvärdigheten återinstiftad: 1517
- Cristoforo Numai: 1517
- Egidius av Viterbo: 1517–1530
- Vakant: 1530–1537
- Charles de Hémard de Denonville: 1537–1540
- Vakant: 1540–1546
- Bartolomé de la Cueva y Toledo: 1546–1551
- Girolamo Dandini: 1551–1555
- Gianbernardino Scotti: 1556–1568
- Jérôme Souchier: 1569–1571
- Vakant: 1571–1586
- Decio Azzolino: 1586–1587
- Giovanni Evangelista Pallotta: 1588–1603
- Giovanni Dolfin: 1604–1605
- Roberto Bellarmino: 1605–1621
- Antonio Zapata y Cisneros: 1605–1606
- Vakant: 1606–1617
- Roberto Ubaldini: 1617
- Francesco Sforza di Santa Fiora: 1617–1618
- Francesco Sacrati: 1621–1623
- Vakant: 1623–1670
- Francesco Maria Mancini: 1670–1672
- Francesco Nerli: 1673–1704
- Vakant: 1704–1716
- Nicola Grimaldi: 1716–1717
- Giovanni Battista Altieri: 1724–1739
- Vincenzo Bichi: 1740–1743
- Fortunato Tamburini: 1743–1753
- Luigi Mattei: 1753–1756
- Alberico Archinto: 1756
- Andrea Corsini: 1769–1776
- Vakant: 1776–1801
- Titelvärdigheten avskaffad: 1801

## Bilder
| - Nostra Madre del Perpetuo Soccorso, ikon från 1300-talet. |